# گرگ (فیلم ۱۹۵۵)
گرگ (انگلیسی: Wolf) فیلمی ژاپنی در سبک درام به نویسندگی و کارگردانی کانتو شیندو است که در سال ۱۹۵۵ منتشر شد. از بازیگران آن می‌توان به نوبوکو اوتاوا و تانیه کیتابایاشی اشاره کرد.